# سیندی بلاجت
سیندی بلاجت (انگلیسی: Cindy Blodgett؛ زادهٔ ۲۳ دسامبر ۱۹۷۵) بازیکن بسکتبال اهل ایالات متحده آمریکا است.